# Garth Brooks
Troyal Garth Brooks, známý spíše jako Garth Brooks (* 7. února 1962 Tulsa, Oklahoma) je americký country zpěvák. Jeho eponymní debutové album vyšlo v roce 1989. V hudebním žebříčku country nahrávek se dostal na druhé místo, v globálním žebříčku amerických alb, Billboard 200, byl třináctý. Rockové prvky, které Brooks implementoval do svých nahrávek a koncertních vystoupení country music mu rozšířily publikum natolik, že si v zemi získal obrovskou popularitu. Jeho progresivní přístup při nahrávání alb a singlů způsobil, že nebodoval pouze v žebříčcích hudební scény country, ale i v hlavním proudu pop music.
Brooks lámal v 90. letech rekordy prodejů hudebních nosičů, jakož i návštěvnosti koncertních vystoupení. Prodejnost jeho produkce i nadále úspěšně pokračovala a podle výsledků průzkumů amerického trhu v systému Nielsen SoundScan do května 2013 byl prodej jeho alb na úrovni téměř 69 milionů nosičů. Brooks je od roku 1991 na vrcholu nejlépe prodávaných umělců USA. Před ním je pouze kapela pocházející ze Spojeného království - The Beatles. Garth Brooks podle RIAA prodejem 135 milionů nosičů o půl milionu překonal i Elvise Presleyho. Brooks má díky celkovému prodeji 150 milionů nosičů významné postavení i mezi nejprodávanějšími hudebními umělci světa.
Od roku 1989 Brooks vydal 20 hudebních nosičů: 10 studiových alb, 1 koncertní album, 3 kompilační alba, 3 vánoční alba a 3 box sety; k nim vyšlo 77 singlů. Šest jeho alb se stalo ve Spojených státech diamantovými: Garth Brooks (10 × platina), No Fences (17 × platina), Ropin' the Wind (14 × platina), The Hits (10 × platina), Sevens (10 × platina) a Double Live (21 × platina). Garth Brooks získal během své kariéry několik ocenění: dvě ceny Grammy, 17 American Music Award (včetně ceny pro "umělce 90. let") a cenu RIAA za nejlépe prodávaného sólového umělce století ve Spojených státech.

## Diskografie
Studiová alba
- 1989: Garth Brooks
- 1990: No Fences
- 1991: Ropin 'the Wind
- 1992: The Chase
- 1993: In Pieces
- 1995: Fresh Horses
- 1997: Sevens
- 1999: Garth Brooks in .... The Life of Chris Gaines
- 2001: Scarecrow
- 2005: The Lost Sessions
- 2014: Man Against Machine
- 2016: Gunslinger

Kompilace, koncertní alba a box sety
- 1994: The Garth Brooks Collection
- 1994: The Hits
- 1998: Double Live
- 2007: The Ultimate Hits
- 2013: Blame It All on My Roots: Five Decades of influences